# Colégio de Nossa Senhora da Antiga
O Colégio de Nossa Senhora da Antiga (em galego: Colexio da Nosa Señora da Antiga; em castelhano: Colegio de Nuestra Señora de la Antigua), também conhecido como Colégio do Cardeal, é um edifício religioso situado em Monforte de Lemos, província de Lugo, Galiza, Espanha. Construído no final do século XVI em estilo herreriano, é conhecido como o "Escorial galego", por ser uma das poucas manifestações na Galiza naquele estilo, simultaneamente grandioso e sóbrio nos detalhes.

## História
O colégio foi mandado construir pelo cardeal Rodrigo de Castro Osorio, arcebispo de Sevilha, uma das personalidades históricas mais destacadas ligadas a Monforte de Lemos e um mecenas tido por muitos como o último "grande princípe eclesiástico" do Renascimento espanhol. A construção decorreu entre 1590 e 1619 sob a supervisão de Andrés Ruíz e Juan de Tolosa. Em 1598 o escultor Gregorio Español foi contratado para trabalhar nas obras do colégio.
O edifício foi um "Real Seminário de Estudos" e "Colegio de Humanidades" até 1773 e ali eram ministradas sete cátedras universitárias antes de existir universidade na província. A instituição foi originalmente regida pelos Jesuítas até à sua expulsão de Espanha em 1767. Como a ordem de expulsão dos jesuítas determinava a supressão de todos os símbolos daquela ordem, o retábulo da autoria de Francisco de Moure ficou com um espaço vazio no local onde figurava o escudo dos jesuítas. Atualmente o colégio é gerido pelos escolápios desde 1873.

## Património
A igreja tem um grande retábulo em madeira, impressionante pelo seu tamanho e beleza, esculpido por Francisco de Moure entre 1625 e 1536, que não o conseguiu concluir em vida, tendo sido finalizado pelo seu filho. Ao lado do retábulo encontra-se uma estátua orante do cardeal Rodrigo de Castro, obra de Giambologna (Joaõ de Bolonha), muito apreciada pela sua perfeição e singularidade. A estátua, situada sobre o túmulo do cardeal, tem em frente um quadro de Nossa Senhora da Antiga. Descobriu-se que atrás do quadro se encontrava outra sepultura e diferentes estudos apontam para que pertencesse à mãe do cardeal.

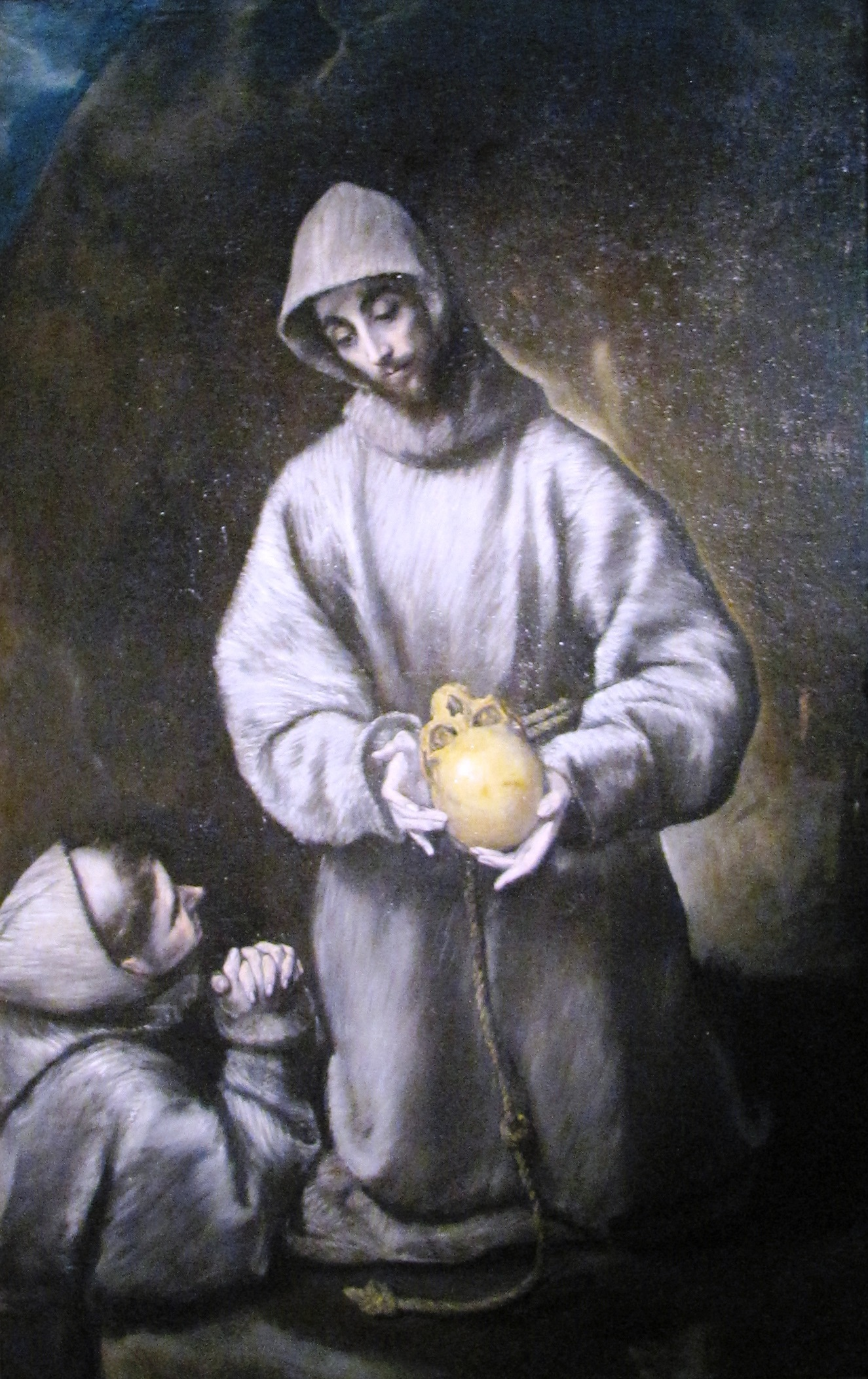
Pintura de São Francisco de El Greco, parte do acervo do colégio

O colégio tem dois claustros e aparenta estar incompleto na ala ocidental. Conta com uma importante pinacoteca, na qual se encontram diversas obras de El Greco. Entre estas sobressai um magistral São Francisco, que parece interrogar-se sobre a vida e a morte enquanto segura um crânio. Segundo os especialistas, é uma obra de grande qualidade, que iguala ou inclusivamente supera outras conhecidas sobre o mesmo tema, que constituiu uma das obras expoentes do seu autor.
Outras das obras muito apreciadas do pintor grego é um quadro de São Lourenço, uma das raras pinturas de devoção realizados quando chegou a Toledo, onde foi adquirido por Rodrigo de Castro nos seus tempos de inquisidor.
Também se podem admirar cinco obras do pintor maneirista Andrea del Sarto: Santa Margarida de Cortona, Santa Inês, Santa Catarina de Alexandria, São Pedro e São João Batista. Do quadro da "Adoração dos Reis Magos" de Hugo van der Goes apenas resta uma cópia, pois o original foi vendido em 1913 ao Staatliche Museen de Berlim por 1 200 000 pesetas que foram usadas para finalizar as obras do colégio. A pinacoteca conta ainda com duas obras da escola compostelana, A Morte e O Juízo Final, e um retrato anónimo do cardeal Rodrigo de Castro. O museu possui, além de vários objetos pessoais do cardeal,  vários incunábulos e manuscritos, entre os quais uma cópia incompleta do Libro de la caza de aves, um tratado de falcoaria escrito por Pedro López de Ayala durante o seu cativeiro em Portugal.
Outro aspeto de destaque do edifício é a escadaria monumental, construída entre 1594 e 1603, que se encontra na ala leste. O seu desenho é particularmente interessante por ser construída sobre três arcadas, sem apoios aparentes. A escadaria é suportada por um jogo de forças cuidadosamente calculado. Os degraus também são dignos de menção, pois foram talhados a partir de uma só peça de granito de grande qualidade. No solo pode observar-se o desenho da projeção do claustro dos escudos, traçado para a sua construção.
O Terramoto de Lisboa de 1755 provocou fendas em duas cúpulas e fez cair as asas de vários anjos que a flanqueiam uma delas e causou danos na escadaria monumental. Esta ocorrência permitiu aos especialistas o estudo do engenhoso jogo de forças que a mantém no ar. As consequências do cataclismo ainda podem ser observadas atualmente.